# Glaucopsyche wheeleri
Glaucopsyche wheeleri är en fjärilsart som beskrevs av Chapman 1905. Glaucopsyche wheeleri ingår i släktet Glaucopsyche och familjen juvelvingar. Inga underarter finns listade i Catalogue of Life.